# 리즈 (영화)
리즈(Lisztomania)는 영국에서 제작된 켄 러셀 감독의 1975년 판타지, 코미디, 뮤지컬 영화이다. 로저 돌트리 등이 주연으로 출연하였고 로이 베어드 등이 제작에 참여하였다.

## 출연

### 주연
- 로저 돌트리

### 조연
- 사라 케스틀먼
- 폴 니콜라스
- 링고 스타
- 릭 웨이크먼

## 제작진
- 미술: 필립 해리슨
- 의상: 셜리 러셀